# Paris-Roubaix 1991
La 89e édition de la course cycliste Paris-Roubaix a eu lieu le 14 avril 1991 et a été remportée par le Français Marc Madiot. L'épreuve comptait 266 kilomètres.

## Classement
| #  | Coureur             | Équipe                 |    | Temps           |
| -- | ------------------- | ---------------------- | -- | --------------- |
| 1  | Marc Madiot         | R.M.O.                 | en | 7 h 08 min 19 s |
| 2  | Jean-Claude Colotti | Tonton Tapis-GB-Corona | +  | 1 min 07 s      |
| 3  | Carlo Bomans        | Weinmann-Eddy Merckx   |    | 1 min 07 s      |
| 4  | Steve Bauer         | Motorola Cycling Team  |    | 1 min 07 s      |
| 5  | Franco Ballerini    | Del Tongo              |    | 1 min 07 s      |
| 6  | Wilfried Peeters    | Histor-Sigma           |    | 1 min 07 s      |
| 7  | Nico Verhoeven      | PDM-Concorde           |    | 1 min 07 s      |
| 8  | Marc Sergeant       | Panasonic-Sportlife    |    | 1 min 07 s      |
| 9  | Olaf Ludwig         | Panasonic-Sportlife    |    | 1 min 41 s      |
| 10 | Hendrik Redant      | Lotto                  |    | 1 min 41 s      |